# Nuovo Consorzio
Il Nuovo Consorzio è un'organizzazione segreta immaginaria della serie tv X-Files, i cui scopi rimangono misteriosi e sinistri. 

## Composizione
Composto esclusivamente da super soldati, nato diverso tempo dopo la distruzione del precedente Consorzio, quello originale. Non si comprende se esista in seno all'organizzazione una figura che ricopre il ruolo di capo, nel caso tale figura sembra ricoperta da L'Uomo con lo stecchino. Fra i loro componenti vi sono diverse figure che compaiono spesso nella serie come Knowle Rohrer, Shannon McMahon e l'Uomo ombra. Alex Krycek stesso ha lavorato per loro fino alla sua morte.
Verso la fine della serie X-Files, i loro intenti diventano più chiari: collaborano con gli alieni per la colonizzazione del pianeta Terra, la quale avrà inizio il 22 dicembre 2012, come Fox Mulder viene a sapere a Mount Weather, e come gli confermerà l'Uomo che fuma.